# Derambila candidissima
Derambila candidissima là một loài bướm đêm trong họ Geometridae.